# Saar
För andra betydelser, se Saar (olika betydelser).

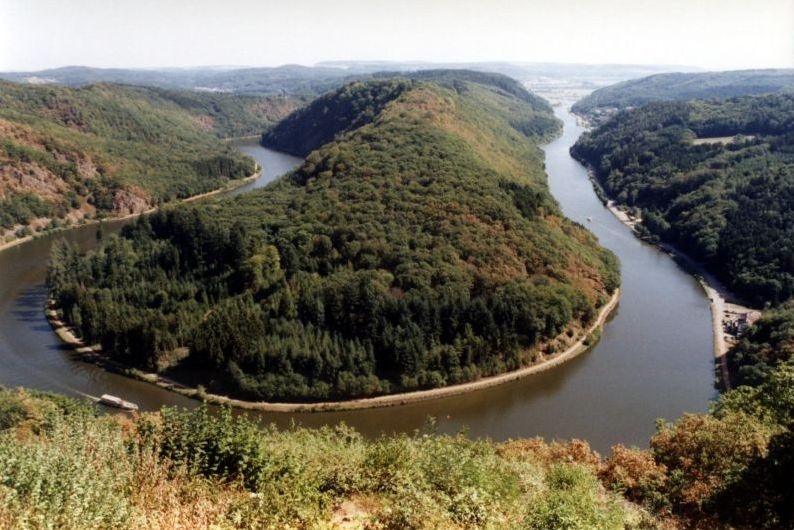
En kraftig böj i kommunen Mettlach

Saar  (franska: Sarre; 'Flyter' av liguriska sar 'flyta') är en cirka 250 kilometer lång flod i nordöstra Frankrike och västra Tyskland. Floden börjar på cirka 950 meters höjd i de franska Vogeserna och flyter sedan norrut över den tyska gränsen och genom Saarbrücken. Efter att ha korsat Saarland mynnar Saar i floden Mosel nära Trier. Avrinningsområdet är 7 431 km².
Längs nedre delen av Saar, nära Mosel, finns vinodlingar, som ingår i den tyska vinregionen Mosel-Saar-Ruwer.